# NGC 6600
NGC 6600 est une galaxie lenticulaire particulière située dans la constellation d'Hercule. Sa vitesse par rapport au fond diffus cosmologique est de 2 931 ± 27 km/s, ce qui correspond à une distance de Hubble de 43,2 ± 3,1 Mpc (∼141 millions d'al). NGC 6600 a été découverte par l'astronome allemand Albert Marth en 1864. Cette galaxie a aussi été observée par l'astronome français Édouard Stephan le 27 juillet 1880 et elle a été inscrite au New General Catalogue sous la désignation NGC 6599.